# Holomelina immaculata
Holomelina immaculata är en fjärilsart som beskrevs av Tryon Reakirt 1864. Holomelina immaculata ingår i släktet Holomelina och familjen björnspinnare. Inga underarter finns listade i Catalogue of Life.